# Jozef Škultéty
Jozef Škultéty (ur. 25 listopada 1853 w Potoku, zm. 19 stycznia 1948 w Martinie) – słowacki krytyk literacki, historyk, językoznawca, publicysta i tłumacz.
Poświęcił się krytyce literackiej i położył zasługi na polu interpretacji dzieł realizmu (Hviezdoslav, Vajanský, Kukučín, Šoltésová, Vansová, Tajovský, Timrava, Podjavorinská). Przyczynił się do wypracowania obiektywnej oceny znaczenia bernolakowców dla kodyfikacji współczesnego języka słowackiego.

## Wybrana twórczość
- 1902 – Cudzie slová v slovenčine
- 1911 – A tót irodalom története
- 1925 – Leng a zászló!
- 1928 – O Slovákoch
- 1928 – Nehaňte ľud môj!
- 1929 – O bývalom Uhorsku
- 1931 – Ešte raz o bývalom Hornom Uhorsku

Tłumaczenia
- 1883 – Taras Buľba (Gogol)
- 1883 – Meteľ (Tołstoj)
- 1885 – V predvečer (Turgieniew)
- 1889 – Rozprávky (Tołstoj)